# Antônio Olinto Marques da Rocha
Antônio Olinto Marques da Rocha, cunoscut mai ales ca Antônio Olinto (n. Ubá, Minas Gerais, 10 mai 1919 — d. Rio de Janeiro, 12 septembrie 2009) a fost scriitor, poet, eseist și traducător brazilian.
Printre operele sale se numără poezie, romane, critică literară, eseuri, traduceri, analize politice, dicționare și literatură pentru copii.
Scriitorul a ocupat al 8-lea scaun al Academiei Braziliene de Litere între 1997 până la decesul său, în 2009.

## Educație
A studiat filozofia și teologia la seminariile catolice din Campos, Belo Horizonte și São Paulo. Aoi, a renunțat să mai fie preot.
A fost profesor timp de zece ani de latină, portugheză, istoria literaturii, franceză, engleză și istoria civilizației, în școlile din Rio de Janeiro.

## Biblioteca Antônio Olinto
A fost, din 1998, profesor invitat al Cursului de Litere la Universitatea - Centrul Universitar al orașului Rio de Janeiro. În 2004, rectorul Paulo Alonso a inaugurat, în campusul Méier, Biblioteca Antônio Olinto, cu prezența nemuritorului care, în discursul său, a arătat satisfacția de a putea participa la o inaugurare de această importanță.
| “ | În general, omagiile sunt aduse în memorie. Prietenul meu Paulo Alonso îmi face marea bunătate de a mă face mai fericit să fiu aici cu el și cu atât de mulți elevi și profesori, în această zi și în acest moment de fericire extremă. Este un mare onoare pentru mine să pot numi această bibliotecă bine echipată după mine. | ” |

Rectorul Paulo Alonso a adăugat, 
| “ | Academicul Antônio Olinto merită toate aplauzele și toate omagiile noastre, pentru că a fost unul dintre cei mai remarcabili scriitori brazilieni în viață și unul dintre cei mai importanți intelectuali [ai noștri], ca urmare este al Braziliei. Tradus în peste 35 de limbi, Olinto contribuie astfel la răspândirea culturii noastre, a literaturii noastre și a oamenilor noștri în toate colțurile lumii. Prin urmare, UniverCidade, pe 10 mai, ziua în care sărbătorește încă o aniversare, a decis să-i aducă acest simplu și mai mult decât meritat omagiu. Poziția sa împotriva comunismului îl costă până în prezent puțină recunoaștere din partea presei, editorilor și a mass-media. | ” |